# Liste de journaux en Grèce

## Titres publiés à Athènes

### Quotidiens généralistes
- Adesmevtos Typos (La Presse libre)

Centre-droit

- Apogevmatini (Le Journal de l'après-midi)

Centre-droit

- I Avgi (L’Aube)

Gauche, proche du Synaspismós

- Avriani (Le Journal du lendemain)

Centre-gauche, proche du PASOK

- Eléftheros Týpos (La Presse libre)

Centre-droit, proche de la Nouvelle Démocratie

- Eleftherotypía (La Liberté de la Presse)

Centre-gauche, proche du PASOK

- Estía (Le Foyer)

Centre-droit

- Ethnos (La Nation)

Centre-gauche

- I Kathimeriní (Le Quotidien)

Centre-droit
(en grec)
(en anglais)
- Ta Néa (Les Nouvelles)

Centre-gauche, proche du PASOK

- Rizospastis (Le Radical)

Organe officiel du Parti communiste grec

- To Víma (La Tribune)

Centre-gauche, proche du PASOK

## Titres publiés à Thessalonique
- Makedonía